# Coronarctus laubieri
Coronarctus laubieri är en djurart som tillhör fylumet trögkrypare, och som beskrevs av Jeanne Renaud-Mornant 1987. Coronarctus laubieri ingår i släktet Coronarctus och familjen Coronarctidae. Inga underarter finns listade i Catalogue of Life.